# Логвин (Киевская область)
Ло́гвин (укр. Логвин) — село, входит в Володарский район Киевской области Украины.
Население по переписи 2001 года составляло 996 человек. Почтовый индекс — 09321. Телефонный код — .

## Местный совет
09321, Київська обл., Володарський р-н, с.Логвин, вул.Шевченка,1  (укр.)